# BYD (Compañía)
BYD Company Limited o BYD (Chino: 比亚迪; pinyin: Bǐyàdí) es un conglomerado empresarial de componentes electrónicos. Con sede en Shenzhen, Guangdong, China. cotiza en las bolsas internacionales.  Se trata de una empresa integrada verticalmente que cuenta con varias filiales importantes, entre ellas BYD Auto, que fabrica automóviles, BYD Electronics, que produce piezas electrónicas y ensamblaje, y FinDreams, una marca de múltiples empresas que produce componentes de automoción y baterías para vehículos eléctricos.
BYD fue fundada por Wang Chuanfu en febrero de 1995 como empresa de fabricación de baterías. La mayor filial de BYD, BYD Auto, se fundó en 2003 y ha crecido hasta convertirse en el mayor fabricante mundial de vehículos eléctricos enchufables. Desde 2009, el negocio automovilístico de BYD ha aportado más del 50% de sus ingresos. Para 2023, contribuye con más del 80% de los ingresos totales de la empresa. La empresa también produce baterías recargables (baterías para auriculares, baterías de vehículos eléctricos y de almacenamiento), carretillas elevadoras, paneles solares, semiconductores y red de tránsito ferroviario. A través de su filial FinDreams Battery, BYD fue el segundo mayor productor mundial de baterías para vehículos eléctricos en 2023 después de CATL, al producir el 15.8% de la producción mundial.
BYD ha sido la empresa de propiedad privada con mayor plantilla en China desde 2022, situándose solo por debajo de varias empresas de propiedad estatal. En septiembre de 2024, BYD emplea a 900.608 personas, de las cuales 104.003 son empleados de investigación y desarrollo (I+D). También es líder en patentes, al presentar más de 13.000 patentes entre 2003 y 2023.
Las acciones de BYD cotizan en la Bolsa de Hong Kong y en la Bolsa de Shenzhen con dos tipos de acciones (H y A respectivamente). La empresa ocupó el puesto 212 en la Fortune Global 500 en 2023.

## Historia

### Fundación y primeros años
El 18 de noviembre de 1994, Wang Chuanfu reunió a 20 personas en Buji, Shenzhen. La empresa se fundó oficialmente el 10 de febrero de 1995 con el nombre Shenzhen BYD Battery Company Limited, especializada en baterías recargables de níquel-cadmio (NiCd). Wang, que antes trabajaba como vicepresidente en un instituto de investigación en Beijing, vio una oportunidad cuando las empresas japonesas empezaron a cambiar a baterías más modernas. Junto a su primo Lu Xiangyang, creó BYD en Shenzhen para aprovechar esta idea.
Inicialmente, BYD tuvo dificultades, pero en 1997 trasladó su negocio y su instituto de investigación de baterías a Longgang, donde comenzó a recibir pedidos de empresas multinacionales. La empresa se expandió implementando un modelo de fabricación que dependía más de la mano de obra que de procesos altamente automatizados, reduciendo significativamente los costos unitarios en comparación con los fabricantes japoneses. Para julio de 2002, BYD se convirtió en el mayor fabricante mundial de baterías NiCd, representando el 65% de la producción global. En siete años, se consolidó como el segundo mayor productor de baterías NiMH y el tercero en baterías de iones de litio. En 2012, BYD tenía más de la mitad del mercado mundial de baterías para teléfonos móviles y se encontraba entre los cuatro mayores fabricantes de baterías recargables del mundo.

### Expansión y entrada en la industria automotriz
En el año 2000, BYD construyó su primer parque industrial en Shenzhen, abandonando la necesidad de alquilar fábricas externas. Ese mismo año, se convirtió en el primer proveedor chino de baterías de iones de litio para Motorola. En 2002, BYD se convirtió en proveedor de baterías para Nokia y salió a bolsa en la Bolsa de Hong Kong, estableciendo un récord de precio de emisión para acciones en ese momento.
En enero de 2003, BYD adquirió la empresa automotriz Xi'an Qinchuan Automobile, que pertenecía a la empresa estatal Norinco. La adquisición, que no fue anunciada en el prospecto de la oferta pública inicial, generó críticas entre los accionistas. A pesar de la intención inicial de fabricar vehículos eléctricos, los primeros automóviles de BYD fueron vehículos de combustión interna, como el BYD F3, lanzado en abril de 2005. En 2008, BYD presentó su primer vehículo híbrido enchufable, el F3 DM, y en 2009 su primer vehículo eléctrico de producción, el BYD e6. En marzo de 2022, la empresa cesó la producción de vehículos con motor de combustión interna para centrarse en los eléctricos enchufables.

### Crecimiento en el sector de nuevas energías y transporte
En 2007, BYD escindió su división electrónica en una empresa independiente, BYD Electronics, que también salió a bolsa en Hong Kong. En 2008, MidAmerican Energy Holdings, una subsidiaria de Berkshire Hathaway de Warren Buffett, invirtió 230 millones de dólares en BYD, adquiriendo un 9,89% de participación. Charlie Munger, vicepresidente de Berkshire, recomendó la inversión al ver el potencial de la empresa. Desde 2022, Berkshire ha reducido gradualmente su participación, manteniendo un 6,9% en junio de 2024.
En 2010, BYD y Daimler fundaron la empresa conjunta Shenzhen Tengshi New Energy Automobile Co., Ltd. para desarrollar vehículos eléctricos. Ese mismo año, la compañía lanzó el primer lote de taxis eléctricos e6 y presentó su primer autobús eléctrico, el K9, iniciando su estrategia de electrificación del transporte público. En 2016, BYD anunció su incursión en el sector ferroviario con el monorriel "Skyrail" (云轨), cuya primera línea comercial entró en funcionamiento en Yinchuan en 2018.
Entre 2017 y 2019, BYD sufrió una caída en sus beneficios netos debido a una desaceleración en las ventas de automóviles. En 2019, las ganancias descendieron a 1.600 millones de yuanes, lo que Wang Chuanfu describió como "el momento más oscuro" de la empresa. Sin embargo, BYD continuó invirtiendo 8.400 millones de yuanes en investigación y desarrollo. En 2020, la compañía recibió 2.100 millones de euros en subsidios del gobierno chino.

### Innovación y liderazgo en el mercado de vehículos eléctricos
En 2020, BYD estableció cuatro fabricantes de componentes automotrices bajo la marca FinDreams, con la intención de proveer partes a otras empresas del sector. Durante la pandemia de COVID-19, BYD diversificó su producción y se convirtió en el mayor fabricante mundial de mascarillas. También lanzó la batería "Blade" y presentó el sedán eléctrico BYD Han.
En 2021, la compañía introdujo la tecnología híbrida DM-i y su plataforma eléctrica dedicada e-Platform 3.0. En 2022, BYD dejó de fabricar vehículos de combustión interna y presentó la tecnología CTB (cell-to-body), que integra las baterías en la estructura del vehículo. En enero de 2022, BYD lanzó su primer autobús escolar eléctrico tipo A en Estados Unidos, con capacidad para 30 estudiantes y una autonomía de 225 km por carga. En febrero, firmó un acuerdo con Baidu para integrar su tecnología de conducción autónoma.
Para 2023, BYD se consolidó como el mayor fabricante mundial de vehículos eléctricos enchufables, representando más del 80% de los ingresos de la empresa. En 2024, la compañía alcanzó los 900.608 empleados, con más de 104.000 dedicados a investigación y desarrollo. Su presencia global y liderazgo en innovación la han convertido en una de las empresas más influyentes en el sector de nuevas energías.